# Bloody Tourists
Bloody Tourists è il sesto album in studio del gruppo rock britannico 10cc, pubblicato nel 1978.

## Tracce
Lato 1
1. Dreadlock Holiday – 4:31
2. For You and I – 5:25
3. Take These Chains – 2:36
4. Shock on the Tube (Don't Want Love) – 3:48
5. Last Night – 3:20
6. The Anonymous Alcoholic – 5:51

Lato 2
1. Reds in My Bed – 4:08
2. Life Line – 3:30
3. Tokyo – 4:33
4. Old Mister Time – 4:36
5. From Rochdale to Ocho Rios – 3:48
6. Everything You've Wanted to Know About!!! (Exclamation Marks) – 4:31

## Formazione
- Eric Stewart - voce, chitarra, piano, sintetizzatore moog, organo
- Graham Gouldman - voce, basso, chitarra, percussioni
- Rick Fenn - chitarra, organo, moog, voce
- Duncan Mackay - sintetizzatore, piano, violino, tastiere, piano, cori
- Paul Burgess - batteria, percussioni, glockenspiel, vibrafono
- Stuart Tosh - batteria, percussioni, voce